# 长沙南站 (货运)
长沙南站是一个京广线上的铁路车站，位于湖南省长沙市南湖路，1935年1月建成，中心里程最初为粤汉铁路K369+060，京广铁路联通后改为京广铁路K1576+699，后改为货外线K9+234，1990年长沙北至长沙南间铁路拆除后改为长沙南支线K5+326，曾主要办理铁路与水路联运，为三等站，邮政编码为410002。长沙南货站于2007年7月3日关闭，后经铁道部同意拆除。